# Colombia op de Olympische Zomerspelen 2024
Colombia nam deel aan de Olympische Zomerspelen 2024 in Parijs, Frankrijk.

## Medailleoverzicht
| Medaille | Naam             | Sport         | Onderdeel              | Datum            |
| -------- | ---------------- | ------------- | ---------------------- | ---------------- |
| Zilver   | Ángel Barajas    | Turnen        | Rekstok (m)            | 5 augustus 2024  |
| Zilver   | Yeison López     | Gewichtheffen | Middenzwaar -89 kg (m) | 9 augustus 2024  |
| Zilver   | Mari Sánchez     | Gewichtheffen | Lichtzwaar -71 kg (v)  | 9 augustus 2024  |
|          |                  |               |                        |                  |
| Brons    | Tatiana Rentería | Worstelen     | Zwaar -76 kg (v)       | 11 augustus 2024 |

## Aantal Deelnemers
Hieronder volgt een overzicht van de atleten die zich reeds gekwalificeerd hebben voor de Olympische Zomerspelen van 2024.
| Sport          | Mannen | Vrouwen | Totaal |
| -------------- | ------ | ------- | ------ |
| Atletiek       | 8      | 10      | 18     |
| Boksen         | 1      | 4       | 5      |
| Boogschieten   | 3      | 1       | 4      |
| Gewichtheffen  | 2      | 2       | 4      |
| Golf           | 2      | 1       | 3      |
| Gymnastiek     | 2      | 1       | 3      |
| Judo           | 0      | 1       | 1      |
| Kanovaren      | 0      | 1       | 1      |
| Paardensport   | 1      | 0       | 1      |
| Schermen       | 1      | 0       | 1      |
| Schoonspringen | 3      | 0       | 3      |
| Skateboarden   | 1      | 0       | 1      |
| Tennis         | 0      | 1       | 1      |
| Triatlon       | 0      | 1       | 1      |
| Voetbal        | 0      | 18      | 18     |
| Wielersport    | 9      | 6       | 15     |
| Worstelen      | 2      | 2       | 4      |
| Zeilen         | 1      | 0       | 1      |
| Zwemmen        | 1      | 1       | 2      |
| totaal         | 37     | 50      | 87     |

## Deelnemers en Resultaten

### Atletiek

#### Loopnummers
Mannen
| atleet           | onderdeel | voorronde | voorronde | series | series | herkansingen | herkansingen | halve finale   | halve finale   | finale         | finale         |
| atleet           | onderdeel | rijd      | rang      | tijd   | rang   | tijd         | rang         | tijd           | rang           | tijd           | rang           |
| ---------------- | --------- | --------- | --------- | ------ | ------ | ------------ | ------------ | -------------- | -------------- | -------------- | -------------- |
| Ronal Longa      | 100 m     | bye       | bye       | 10,29  | 7      | n.v.t.       | n.v.t.       | niet geplaatst | niet geplaatst | niet geplaatst | niet geplaatst |
| Jhonny Rentería  | 100 m     | bye       | bye       | 10,38  | 8      | n.v.t.       | n.v.t.       | niet geplaatst | niet geplaatst | niet geplaatst | niet geplaatst |
| Anthony Zambrano | 400m      | n.v.t.    | n.v.t.    | 45,49  | 7 H    | DNS          | DNS          | niet geplaatst | niet geplaatst | niet geplaatst | niet geplaatst |

Vrouwen
| atlete         | onderdeel         | series | series | herkansingen | herkansingen | halve finale   | halve finale   | finale         | finale         |
| atlete         | onderdeel         | tijd   | rang   | tijd         | rang         | tijd           | rang           | tijd           | rang           |
| -------------- | ----------------- | ------ | ------ | ------------ | ------------ | -------------- | -------------- | -------------- | -------------- |
| Evelis Aguilar | 400 m             | 53,36  | 7 H    | 52,86 SB     | 7            | niet geplaatst | niet geplaatst | niet geplaatst | niet geplaatst |
| Lina Licona    | 400 m             | 51,85  | 6 H    | 51,90        | 4            | niet geplaatst | niet geplaatst | niet geplaatst | niet geplaatst |
| Angie Orjuela  | marathon          | n.v.t. | n.v.t. | n.v.t.       | n.v.t.       | n.v.t.         | n.v.t.         | 2.42.57 SB     | 75             |
| Sandra Arenas  | 20km snelwandelen | n.v.t. | n.v.t. | n.v.t.       | n.v.t.       | n.v.t.         | n.v.t.         | 1.27.03 NR     | 4              |

Gemengd
| atleet                       | onderdeel             | finale     | finale |
| atleet                       | onderdeel             | tijd       | rang   |
| ---------------------------- | --------------------- | ---------- | ------ |
| César Herrera Laura Chalarca | marathon snelwandelen | 3.03.56    | 19     |
| Mateo Romero Sandra Arenas   | marathon snelwandelen | 2.57.54 NR | 12     |

#### Technische nummers
Mannen
| atleet          | onderdeel        | kwalificaties | kwalificaties | finale         | finale         |
| atleet          | onderdeel        | afstand       | rang          | afstand        | rang           |
| --------------- | ---------------- | ------------- | ------------- | -------------- | -------------- |
| Geiner Moreno   | hinkstapspringen | 16,40 m       | 23            | niet geplaatst | niet geplaatst |
| Arnovis Dalmero | verspringen      | 7,92 m        | 10 q          | 7,83 m         | 11             |
| Mauricio Ortega | discuswerpen     | 61,97 m       | 18            | niet geplaatst | niet geplaatst |

Vrouwen
| atlete                | onderdeel      | kwalificaties | kwalificaties | finale         | finale         |
| atlete                | onderdeel      | afstand       | rang          | afstand        | rang           |
| --------------------- | -------------- | ------------- | ------------- | -------------- | -------------- |
| Natalia Linares       | verspringen    | 6,40 m        | 22            | niet geplaatst | niet geplaatst |
| Mayra Gaviria         | hamerslingeren | NM            | NM            | niet geplaatst | niet geplaatst |
| María Lucelly Murillo | speerwerpen    | 60,83 m SB    | 16            | niet geplaatst | niet geplaatst |
| Flor Ruiz             | speerwerpen    | 64,40 m       | 3 Q           | 63,00 m        | 5              |

#### Meerkamp
Vrouwen
| atlete        | onderdeel | onderdeel | 100 h | hs   | ks       | 200 m | vs      | sw    | 800 m      | totaal   | rang |
| ------------- | --------- | --------- | ----- | ---- | -------- | ----- | ------- | ----- | ---------- | -------- | ---- |
| Martha Araújo | zevenkamp | res.      | 13,15 | 1,71 | 14,15 PB | 24,46 | 6,61 PB | 45,67 | 2.17,55 PB | 6386 ZAR | =7   |
| Martha Araújo | zevenkamp | pnt.      | 1102  | 867  | 804      | 937   | 1043    | 776   | 857        | 6386 ZAR | =7   |

### Boksen
Mannen
| atlete          | onderdeel    | eerste ronde         | tweede ronde         | kwartfinale          | halve finale         | finale               | rang           |
| atlete          | onderdeel    | tegenstander uitslag | tegenstander uitslag | tegenstander uitslag | tegenstander uitslag | tegenstander uitslag | rang           |
| --------------- | ------------ | -------------------- | -------------------- | -------------------- | -------------------- | -------------------- | -------------- |
| Yilmar González | vedergewicht | bye                  | Harada V 0 - 5       | niet geplaatst       | niet geplaatst       | niet geplaatst       | niet geplaatst |

Vrouwen
| atlete           | onderdeel     | eerste ronde         | tweede ronde         | kwartfinale          | halve finale         | finale               | rang           |
| atlete           | onderdeel     | tegenstander uitslag | tegenstander uitslag | tegenstander uitslag | tegenstander uitslag | tegenstander uitslag | rang           |
| ---------------- | ------------- | -------------------- | -------------------- | -------------------- | -------------------- | -------------------- | -------------- |
| Ingrit Valencia  | vlieggewicht  | Yesügen W 5 - 0      | Suraci W 5 - 0       | Kyzaibay V 1 - 4     | niet geplaatst       | niet geplaatst       | niet geplaatst |
| Yeni Arias       | bantamgewicht | bye                  | Pawar W 3 - 2        | Im A-j V 2 - 3       | niet geplaatst       | niet geplaatst       | niet geplaatst |
| Valeria Arboleda | vlieggewicht  | bye                  | Xu Z V 2 - 3         | niet geplaatst       | niet geplaatst       | niet geplaatst       | niet geplaatst |
| Angie Valdés     | lichtgewicht  | n.v.t.               | Sadiku W 3 - 2       | Harrington V 0 - 5   | niet geplaatst       | niet geplaatst       | niet geplaatst |

### Boogschieten
Mannen
| atleet                                          | onderdeel   | plaatsingsronde | plaatsingsronde | eerste ronde         | tweede ronde         | derde ronde          | kwartfinale          | halve finale         | finale / BM          | finale / BM    |
| atleet                                          | onderdeel   | score           | rang            | tegenstander uitslag | tegenstander uitslag | tegenstander uitslag | tegenstander uitslag | tegenstander uitslag | tegenstander uitslag | rang           |
| ----------------------------------------------- | ----------- | --------------- | --------------- | -------------------- | -------------------- | -------------------- | -------------------- | -------------------- | -------------------- | -------------- |
| Santiago Arcila                                 | individueel | 673             | 15              | Klein W 6 - 4        | Olaru W 6 - 2        | Kim J-d V 4 - 6      | niet geplaatst       | niet geplaatst       | niet geplaatst       | niet geplaatst |
| Jorge Enríquez                                  | individueel | 655             | 43              | Zhangbyrbay W 7 - 3  | Grande V 2 - 6       | niet geplaatst       | niet geplaatst       | niet geplaatst       | niet geplaatst       | niet geplaatst |
| Andrés Hernández                                | individueel | 642             | 56              | Chirault V 1 - 7     | niet geplaatst       | niet geplaatst       | niet geplaatst       | niet geplaatst       | niet geplaatst       | niet geplaatst |
| Santiago Arcila Jorge Enríquez Andrés Hernández | team        | 1970            | 11              | n.v.t.               | n.v.t.               | Turkije V 4 - 5      | niet geplaatst       | niet geplaatst       | niet geplaatst       | niet geplaatst |

Vrouwen
| atleet     | onderdeel   | plaatsingsronde | plaatsingsronde | eerste ronde         | tweede ronde         | derde ronde          | kwartfinale          | halve finale         | finale / BM          | finale / BM    |
| atleet     | onderdeel   | score           | rang            | tegenstander uitslag | tegenstander uitslag | tegenstander uitslag | tegenstander uitslag | tegenstander uitslag | tegenstander uitslag | rang           |
| ---------- | ----------- | --------------- | --------------- | -------------------- | -------------------- | -------------------- | -------------------- | -------------------- | -------------------- | -------------- |
| Ana Rendón | individueel | 649             | 36              | Lei C-y V 1 - 7      | niet geplaatst       | niet geplaatst       | niet geplaatst       | niet geplaatst       | niet geplaatst       | niet geplaatst |

Gemengd
| atleet                     | onderdeel | plaatsingsronde | plaatsingsronde | eerste ronde         | kwartfinale          | halve finale         | finale / BM          | finale / BM    |
| atleet                     | onderdeel | score           | rang            | tegenstander uitslag | tegenstander uitslag | tegenstander uitslag | tegenstander uitslag | rang           |
| -------------------------- | --------- | --------------- | --------------- | -------------------- | -------------------- | -------------------- | -------------------- | -------------- |
| Ana Rendón Santiago Arcila | team      | 1322            | 15              | Duitsland V 4 - 5    | niet geplaatst       | niet geplaatst       | niet geplaatst       | niet geplaatst |

### Gewichtheffen
Mannen
| atlete               | onderdeel | trekken | trekken | stoten | stoten | totaal | rang   |
| atlete               | onderdeel | score   | rang    | score  | rang   | totaal | rang   |
| -------------------- | --------- | ------- | ------- | ------ | ------ | ------ | ------ |
| Luis Javier Mosquera | -73 kg    | 155     | 3       | 185    | 7      | 340    | 5      |
| Yeison López         | -89 kg    | 180     | 2       | 210    | 3      | 390    | Zilver |

Vrouwen
| atlete        | onderdeel | trekken | trekken | stoten | stoten | totaal | rang   |
| atlete        | onderdeel | score   | rang    | score  | rang   | totaal | rang   |
| ------------- | --------- | ------- | ------- | ------ | ------ | ------ | ------ |
| Yenny Álvarez | -59 kg    | 105     | 3       | 132    | DNF    | DNF    | DNF    |
| Mari Sánchez  | -71 kg    | 112     | 4       | 145    | 2      | 257    | Zilver |

### Golf
| atleet          | onderdeel | eerste ronde | tweede ronde | derde ronde | vierde ronde | totaal | totaal | totaal |
| atleet          | onderdeel | score        | score        | score       | score        | score  | par    | rang   |
| --------------- | --------- | ------------ | ------------ | ----------- | ------------ | ------ | ------ | ------ |
| Camilo Villegas | mannen    | 76           | 74           | 72          | 71           | 293    | +9     | 57     |
| Nico Echavarría | mannen    | 74           | 69           | 71          | 68           | 282    | -2     | 35     |
| Mariajo Uribe   | vrouwen   | 70           | 70           | 71          | 73           | 284    | -4     | 10     |

### Gymnastiek

#### Turnen
Mannen
| atleet        | onderdeel | kwalificatie | kwalificatie | kwalificatie | kwalificatie | kwalificatie | kwalificatie | kwalificatie | kwalificatie | finale  | finale  | finale  | finale  | finale         | finale  | finale | finale         |
| atleet        | onderdeel | toestel      | toestel      | toestel      | toestel      | toestel      | toestel      | totaal       | positie      | toestel | toestel | toestel | toestel | toestel        | toestel | totaal | positie        |
| atleet        | onderdeel | vloer        | voltige      | ringen       | sprong       | brug         | rekstok      | totaal       | positie      | vloer   | voltige | ringen  | sprong  | brug           | rekstok | totaal | positie        |
| ------------- | --------- | ------------ | ------------ | ------------ | ------------ | ------------ | ------------ | ------------ | ------------ | ------- | ------- | ------- | ------- | -------------- | ------- | ------ | -------------- |
| Ángel Barajas | brug      | n.v.t.       | n.v.t.       | n.v.t.       | n.v.t.       | 14,700       | n.v.t.       | n.v.t.       | 14           | n.v.t.  | n.v.t.  | n.v.t.  | n.v.t.  | niet geplaatst | n.v.t.  | n.v.t. | niet geplaatst |
| Ángel Barajas | rekstok   | n.v.t.       | n.v.t.       | n.v.t.       | n.v.t.       | n.v.t.       | 14,466       | n.v.t.       | 6 Q          | n.v.t.  | n.v.t.  | n.v.t.  | n.v.t.  | n.v.t.         | 14,533  | n.v.t. | Zilver         |

Vrouwen
| Turnster(s)  | Onderdeel | Kwalificatie | Kwalificatie | Kwalificatie | Kwalificatie | Kwalificatie | Kwalificatie | Finale  | Finale  | Finale  | Finale  | Finale | Finale |
| Turnster(s)  | Onderdeel | Toestel      | Toestel      | Toestel      | Toestel      | Totaal       | Plaats       | Toestel | Toestel | Toestel | Toestel | Totaal | Plaats |
| Turnster(s)  | Onderdeel | Sprong       | Brug         | Balk         | Vloer        | Totaal       | Plaats       | Sprong  | Brug    | Balk    | Vloer   | Totaal | Plaats |
| ------------ | --------- | ------------ | ------------ | ------------ | ------------ | ------------ | ------------ | ------- | ------- | ------- | ------- | ------ | ------ |
| Luisa Blanco | meerkamp  | 13,466       | 12,833       | 12,766       | 12,633       | 51,698       | 30 q         | 13,500  | 11,133  | 12,866  | 12,700  | 50,199 | 23     |

#### Trampoline
| atleet          | onderdeel | kwalificaties | kwalificaties | finale | finale |
| atleet          | onderdeel | score         | rang          | score  | rang   |
| --------------- | --------- | ------------- | ------------- | ------ | ------ |
| Ángel Hernández | mannen    | 58,640        | 8 Q           | 53,150 | 7      |

### Judo
Vrouwen
| atlete      | onderdeel | eerste ronde         | tweede ronde         | derde ronde          | kwartfinale          | halve finale         | herkansing           | finale / BM          | finale / BM    |
| atlete      | onderdeel | tegenstander uitslag | tegenstander uitslag | tegenstander uitslag | tegenstander uitslag | tegenstander uitslag | tegenstander uitslag | tegenstander uitslag | rang           |
| ----------- | --------- | -------------------- | -------------------- | -------------------- | -------------------- | -------------------- | -------------------- | -------------------- | -------------- |
| Erika Lasso | −48 kg    | n.v.t.               | Lin C-h V 00 - 10    | niet geplaatst       | niet geplaatst       | niet geplaatst       | niet geplaatst       | niet geplaatst       | niet geplaatst |

### Kanovaren

#### Sprint
Vrouwen
| atleet        | onderdeel | series | series | kwartfinale | kwartfinale | halve finale   | halve finale   | finale         | finale         |
| atleet        | onderdeel | tijd   | rang   | tijd        | rang        | tijd           | rang           | tijd           | rang           |
| ------------- | --------- | ------ | ------ | ----------- | ----------- | -------------- | -------------- | -------------- | -------------- |
| Manuela Gómez | C-1 200 m | 49,87  | 6 KF   | 49,54       | 4           | niet geplaatst | niet geplaatst | niet geplaatst | niet geplaatst |

### Paardensport

#### Jumping
| ruiter     | paard                  | onderdeel   | kwalificatie | kwalificatie | kwalificatie | finale         | finale         | finale         |
| ruiter     | paard                  | onderdeel   | strafpunten  | tijd         | rang         | strafpunten    | tijd           | rang           |
| ---------- | ---------------------- | ----------- | ------------ | ------------ | ------------ | -------------- | -------------- | -------------- |
| René Lopez | Kheros Van'T Hoogeinde | individueel | 39           | 97,59        | 66           | niet geplaatst | niet geplaatst | niet geplaatst |

### Schermen
Mannen
| atleet                | onderdeel | eerste ronde         | tweede ronde         | derde ronde          | kwartfinale          | halve finale         | finale / BM          | finale / BM    |
| atleet                | onderdeel | tegenstander uitslag | tegenstander uitslag | tegenstander uitslag | tegenstander uitslag | tegenstander uitslag | tegenstander uitslag | rang           |
| --------------------- | --------- | -------------------- | -------------------- | -------------------- | -------------------- | -------------------- | -------------------- | -------------- |
| Jhon Édison Rodríguez | degen     | bye                  | El-Sayed V 7 - 15    | niet geplaatst       | niet geplaatst       | niet geplaatst       | niet geplaatst       | niet geplaatst |

### Schoonspringen
Mannen
| atleet            | onderdeel  | series | series | halve finale   | halve finale   | finale         | finale         |
| atleet            | onderdeel  | punten | rang   | punten         | rang           | punten         | rang           |
| ----------------- | ---------- | ------ | ------ | -------------- | -------------- | -------------- | -------------- |
| Daniel Restrepo   | 3 m plank  | 316,10 | 20     | niet geplaatst | niet geplaatst | niet geplaatst | niet geplaatst |
| Luis Uribe        | 3 m plank  | 375,90 | 17 Q   | 423,80         | 10 Q           | 421,85         | 6              |
| Alejandro Solarte | 10 m toren | 363,10 | 20     | niet geplaatst | niet geplaatst | niet geplaatst | niet geplaatst |

### Skateboarden
Mannen
| atleet              | onderdeel | kwalificaties | kwalificaties | finale         | finale         |
| atleet              | onderdeel | punten        | rang          | punten         | rang           |
| ------------------- | --------- | ------------- | ------------- | -------------- | -------------- |
| Jhancarlos González | street    | 48,09         | 22            | niet geplaatst | niet geplaatst |

Vrouwen
| atleet         | onderdeel | kwalificaties                 | kwalificaties                 | finale                        | finale                        |
| atleet         | onderdeel | punten                        | rang                          | punten                        | rang                          |
| -------------- | --------- | ----------------------------- | ----------------------------- | ----------------------------- | ----------------------------- |
| Jazmín Álvarez | street    | terugtrekking wegens blessure | terugtrekking wegens blessure | terugtrekking wegens blessure | terugtrekking wegens blessure |

### Tennis
Vrouwen
| atlete        | onderdeel | eerste ronde         | tweede ronde               | derde ronde             | kwartfinale          | halve finale         | finale / BM          | finale / BM    |
| atlete        | onderdeel | tegenstander uitslag | tegenstander uitslag       | tegenstander uitslag    | tegenstander uitslag | tegenstander uitslag | tegenstander uitslag | rang           |
| ------------- | --------- | -------------------- | -------------------------- | ----------------------- | -------------------- | -------------------- | -------------------- | -------------- |
| Camila Osorio | enkelspel | Ostapenko W 6-4, 6-3 | Yastremska W 7-6[7-4], 6-4 | Collins V 0-6, 6-4, 3-6 | niet geplaatst       | niet geplaatst       | niet geplaatst       | niet geplaatst |

### Triatlon
Individueel
| Atleet             | Evenement | Zwemmen(1.5 km) | Rang 1 | Fietsen (40 km) | Rang 2 | Lopen(10 km) | Totaal Tijd | Ranking |
| ------------------ | --------- | --------------- | ------ | --------------- | ------ | ------------ | ----------- | ------- |
| Carolina Velásquez | Vrouwen   | 24.38           | 42     | 1.00.41         | 40     | 35.26        | 2.01.23     | 37      |

### Voetbal

#### Vrouwen
| Atleten | Discipline | Resultaat | Prestatie |
| --- | ---------- | --------- | --------- |
| Carolina Arias Daniela Arias Ángela Barón Linda Caicedo Jorelyn Carabalí Daniela Caracas Ilana Izquierdo Yirleidis Minota Daniela Montoya Manuela Paví Catalina Pérez Mayra Ramírez Marcela Restrepo Liana Salazar Leicy Santos Katherine Tapia Catalina Usme Manuela Vanegas | vrouwen    | 8         | zie onder |

Reserve: Wendy Bonilla - Lady Andrade - María Camila Reyes - Sandra Sepúlveda
| Groep A |               |             |             |             |             |            |            |            |        |
| #       | Land          | Wedstrijden | Wedstrijden | Wedstrijden | Wedstrijden | Doelpunten | Doelpunten | Doelpunten | Punten |
| #       | Land          | G           | W           | G           | V           | V          | T          | Saldo      | Punten |
| 1       | Frankrijk     | 3           | 2           | 0           | 1           | 6          | 5          | +1         | 6      |
| 2       | Canada        | 3           | 3           | 0           | 0           | 5          | 2          | +3         | 3*     |
| 3       | Colombia      | 3           | 1           | 0           | 2           | 4          | 4          | 0          | 3      |
| 4       | Nieuw-Zeeland | 3           | 0           | 0           | 3           | 2          | 6          | -4         | 0      |

*Op 27 juli 2024 werden er door de FIFA 6 punten afgetrokken van Canada vanwege de betrokkenheid van hun trainersstaf bij illegale drone-spionage op een officiële trainingslocatie. De beslissing werd op 31 juli door het CAS gehandhaafd.
| groepsfase   |                 |                |                |                     |                |                |                |
| 25 juli 2024 | 21:00           | Frankrijk      | 3 - 2          | Colombia            |                |                |                |
| 28 juli 2024 | 17:00           | Nieuw-Zeeland  | 0 - 2          | Colombia            |                |                |                |
| 31 juli 2024 | 21:00           | Colombia       | 0 - 1          | Canada              |                |                |                |
|              |                 |                |                |                     |                |                |                |
| kwartfinale  | 3 augustus 2024 | 17:00          | Spanje         | 2 - 2 Penalties 4-2 | Colombia       |                |                |
|              |                 |                |                |                     |                |                |                |
| halve finale | niet geplaatst  | niet geplaatst | niet geplaatst | niet geplaatst      | niet geplaatst | niet geplaatst | niet geplaatst |
|              |                 |                |                |                     |                |                |                |
| finale       | niet geplaatst  | niet geplaatst | niet geplaatst | niet geplaatst      | niet geplaatst | niet geplaatst | niet geplaatst |

### Wielersport

#### Baanwielrennen
Keirin
| atleet           | onderdeel        | ronde 1 | herkansing | kwartfinale    | halve finale   | finale         |
| atleet           | onderdeel        | rang    | rang       | rang           | rang           | rang           |
| ---------------- | ---------------- | ------- | ---------- | -------------- | -------------- | -------------- |
| Cristian Ortega  | keirin (mannen)  | 3 H     | 2 Q        | 3 Q            | 4 FB           | 7              |
| Kevin Quintero   | keirin (mannen)  | 2 Q     | bye        | 6              | niet geplaatst | niet geplaatst |
| Martha Bayona    | keirin (vrouwen) | 6 H     | 4          | niet geplaatst | niet geplaatst | niet geplaatst |
| Stefany Cuadrado | keirin (vrouwen) | 5 H     | 4          | niet geplaatst | niet geplaatst | niet geplaatst |

Omnium
| atleet           | onderdeel       | scratchrace | scratchrace | temporace | temporace | afvalrace | afvalrace | puntenrace | puntenrace | totaal punten | rang |
| atleet           | onderdeel       | rang        | punten      | rang      | punten    | rang      | punten    | rang       | punten     | totaal punten | rang |
| ---------------- | --------------- | ----------- | ----------- | --------- | --------- | --------- | --------- | ---------- | ---------- | ------------- | ---- |
| Fernando Gaviria | omnium (mannen) | 20          | 2           | 14        | 14        | 8         | 26        | 16         | 0          | 17            | 42   |

Sprint
| atleet           | onderdeel        | kwalificaties | kwalificaties | ronde 1              | herkansing 1             | ronde 2              | herkansing 2         | ronde 3              | herkansing 3         | kwartfinale          | halve finale         | finale/BM                                              | finale/BM      |
| atleet           | onderdeel        | tijd          | rang          | tegenstander uitslag | tegenstander uitslag     | tegenstander uitslag | tegenstander uitslag | tegenstander uitslag | tegenstander uitslag | tegenstander uitslag | tegenstander uitslag | tegenstander uitslag                                   | rang           |
| ---------------- | ---------------- | ------------- | ------------- | -------------------- | ------------------------ | -------------------- | -------------------- | -------------------- | -------------------- | -------------------- | -------------------- | ------------------------------------------------------ | -------------- |
| Cristian Ortega  | sprint (mannen)  | 9,426         | 12 Q          | Helal W 9,943        | bye                      | Carlin V 9,831       | Obara V 9,835        | niet geplaatst       | niet geplaatst       | niet geplaatst       | niet geplaatst       | niet geplaatst                                         | niet geplaatst |
| Kevin Quintero   | sprint (mannen)  | 9,669         | 25            | niet geplaatst       | niet geplaatst           | niet geplaatst       | niet geplaatst       | niet geplaatst       | niet geplaatst       | niet geplaatst       | niet geplaatst       | niet geplaatst                                         | niet geplaatst |
| Martha Bayona    | sprint (vrouwen) | 10,932        | 13 Q          | Genest W 10,932      | bye                      | Gros V 10,788        | Gaxiola W 11,081     | Friedrich V 10,716   | Gros Fulton W 10,871 | Finucane V 0 - 2     | niet geplaatst       | wedstrijd om plaats 7 Capewell Hinze Mitchell V 10,780 | 7              |
| Stefany Cuadrado | sprint (vrouwen) | 10,508 WJR    | 15 Q          | Mitchell V 10,850    | Kouamé Karwacka V 11,211 | niet geplaatst       | niet geplaatst       | niet geplaatst       | niet geplaatst       | niet geplaatst       | niet geplaatst       | niet geplaatst                                         | niet geplaatst |

#### BMX
Freestyle
| atleet               | onderdeel           | kwalificatie | kwalificatie | kwalificatie | kwalificatie | finale | finale | finale |
| atleet               | onderdeel           | run 1        | run 2        | gemiddelde   | rang         | run 1  | run 2  | rang   |
| -------------------- | ------------------- | ------------ | ------------ | ------------ | ------------ | ------ | ------ | ------ |
| Queen Saray Villegas | freestyle (vrouwen) | 81,60        | 87,25        | 84,42        | 6 Q          | 64,80  | 88,00  | 4      |

Race
| atleet         | onderdeel      | kwartfinale | kwartfinale | last chance run | last chance run | halve finale   | halve finale   | finale          | finale          |
| atleet         | onderdeel      | punten      | rang        | tijd            | rang            | punten         | rang           | uitslag         | rang            |
| -------------- | -------------- | ----------- | ----------- | --------------- | --------------- | -------------- | -------------- | --------------- | --------------- |
| Diego Arboleda | race (mannen)  | 13          | 11 Q        | bye             | bye             | 18             | 12             | niet gepelaatst | niet gepelaatst |
| Mateo Carmona  | race (mannen)  | 11          | 9 Q         | bye             | bye             | 10             | 6 Q            | 33,166          | 6               |
| Carlos Ramírez | race (mannen)  | 16          | 16 q        | DNF             | DNF             | niet geplaatst | niet geplaatst | niet geplaatst  | niet geplaatst  |
| Gabriela Bolle | race (vrouwen) | 16          | 13 q        | 37,373          | 3 Q             | 19             | 14             | niet geplaatst  | niet geplaatst  |
| Mariana Pajón  | race (vrouwen) | 16          | 14 q        | 36,015          | 1 Q             | 15             | 9              | niet geplaatst  | niet geplaatst  |

#### Mountainbike
| atleet      | onderdeel              | tijd    | rang |
| ----------- | ---------------------- | ------- | ---- |
| Diego Arias | cross-country (mannen) | 1.35.13 | 31   |

#### Wegwielrennen
Mannen
| atleet            | onderdeel    | tijd    | rang |
| ----------------- | ------------ | ------- | ---- |
| Santiago Buitrago | wegwedstrijd | 6.21.49 | 19   |
| Daniel Martínez   | wegwedstrijd | 6.21.54 | 25   |

Vrouwen
| atleet       | onderdeel    | tijd    | rang |
| ------------ | ------------ | ------- | ---- |
| Paula Patiño | wegwedstrijd | 4.07.16 | 50   |

### Worstelen

#### Grieks-Romeins
Mannen
| atleet       | onderdeel | eerste ronde         | kwartfinale          | halve finale         | herkansing           | finale / BM          | finale / BM    |
| atleet       | onderdeel | tegenstander uitslag | tegenstander uitslag | tegenstander uitslag | tegenstander uitslag | tegenstander uitslag | rang           |
| ------------ | --------- | -------------------- | -------------------- | -------------------- | -------------------- | -------------------- | -------------- |
| Jair Cuero   | −77 kg    | Zhadrayev V 0 - 9ST  | niet geplaatst       | niet geplaatst       | Makhmudov V 0 - 9ST  | niet geplaatst       | niet geplaatst |
| Carlos Muñoz | −87 kg    | Mohmadi V 0 - 9ST    | niet geplaatst       | niet geplaatst       | Kułynycz V 1 - 3PP   | niet geplaatst       | niet geplaatst |

#### Vrije stijl
Vrouwen
| atlete           | onderdeel | eerste ronde         | kwartfinale          | halve finale         | herkansing           | finale / BM          | finale / BM    |
| atlete           | onderdeel | tegenstander uitslag | tegenstander uitslag | tegenstander uitslag | tegenstander uitslag | tegenstander uitslag | rang           |
| ---------------- | --------- | -------------------- | -------------------- | -------------------- | -------------------- | -------------------- | -------------- |
| Alisson Cardozo  | −50 kg    | Dilyté V 0 - 6VT     | niet geplaatst       | niet geplaatst       | niet geplaatst       | niet geplaatst       | niet geplaatst |
| Tatiana Rentería | −76 kg    | Sghaiber W 8 - 4PP   | Davaanasan W 6 - 3PP | Kagaami V 2 - 4PP    | bye                  | Reasco W 2 - 1PP     | Brons          |

### Zeilen
Mannen
| atleet         | onderdeel    | voorrondes | voorrondes | voorrondes | voorrondes | voorrondes | voorrondes | voorrondes | voorrondes  | voorrondes  | voorrondes  | voorrondes  | voorrondes  | voorrondes  | voorrondes  | voorrondes  | voorrondes  | voorrondes | voorrondes | halve finale(s) | halve finale(s) | halve finale(s) | halve finale(s) | halve finale(s) | halve finale(s) | halve finale(s) | halve finale(s) | finales(s)     | finales(s)     | finales(s)     | finales(s)     | finales(s)     | finales(s)     | finales(s)     | rang |
| atleet         | onderdeel    | 1          | 2          | 3          | 4          | 5          | 6          | 7          | 8           | 9           | 10          | 11          | 12          | 13          | 14          | 15          | 16          | tot.       | rang       | 1               | 2               | 3               | 4               | 5               | 6               | tot.            | rang            | 1              | 2              | 3              | 4              | 5              | 6              | tot.           | rang |
| -------------- | ------------ | ---------- | ---------- | ---------- | ---------- | ---------- | ---------- | ---------- | ----------- | ----------- | ----------- | ----------- | ----------- | ----------- | ----------- | ----------- | ----------- | ---------- | ---------- | --------------- | --------------- | --------------- | --------------- | --------------- | --------------- | --------------- | --------------- | -------------- | -------------- | -------------- | -------------- | -------------- | -------------- | -------------- | ---- |
| Victor Bolaños | Formula Kite | 18         | 20         | 17         | 18         | 18         | 12         | 15         | geannuleerd | geannuleerd | geannuleerd | geannuleerd | geannuleerd | geannuleerd | geannuleerd | geannuleerd | geannuleerd | 80         | 20         | niet geplaatst  | niet geplaatst  | niet geplaatst  | niet geplaatst  | niet geplaatst  | niet geplaatst  | niet geplaatst  | niet geplaatst  | niet geplaatst | niet geplaatst | niet geplaatst | niet geplaatst | niet geplaatst | niet geplaatst | niet geplaatst | 20   |

### Zwemmen
Mannen
| atleet         | onderdeel     | series | series | halve finale   | halve finale   | finale         | finale         |
| atleet         | onderdeel     | tijd   | rang   | tijd           | rang           | tijd           | rang           |
| -------------- | ------------- | ------ | ------ | -------------- | -------------- | -------------- | -------------- |
| Anthony Rincón | 100 m rugslag | 55,42  | 37     | niet geplaatst | niet geplaatst | niet geplaatst | niet geplaatst |

Vrouwen
| atleet         | onderdeel        | series  | series | halve finale   | halve finale   | finale         | finale         |
| atleet         | onderdeel        | tijd    | rang   | tijd           | rang           | tijd           | rang           |
| -------------- | ---------------- | ------- | ------ | -------------- | -------------- | -------------- | -------------- |
| Stefanía Gómez | 100 m schoolslag | 1.09,16 | 29     | niet geplaatst | niet geplaatst | niet geplaatst | niet geplaatst |